# Estácio Garcia Utra
Estácio Garcia Utra (Angra do Heroísmo, 7 de Fevereiro de 1851 — Angra do Heroísmo, 18 de março de 1922) foi um oficial do Exército Português e professor liceal que se distinguiu no jornalismo.

## Biografia
Foi um dos primeiros alunos do Colégio Militar, tendo assentado praça a 16 de junho de 1867. Completou os estudos na Escola do Exército em 1873. Foi sucessivamente promovido a alferes, em 1873; tenente, em 1879; capitão, em 1885; major, em 1896; tenente-coronel, em 1901; coronel, em 1907 e foi reformado em 1911.
Regressado a Angra do Heroísmo a 29 de Janeiro de 1874, foi tenente-coronel do Regimento de Infantaria n.° 25, então aquartelado em Angra, fez grande parte da sua carreira na guarnição do Castelo de São João Baptista de Angra que governou quando interinamente assumiu o Comando Militar dos Açores, em dezembro de 1910, na sequência da implantação da República Portuguesa e até à operacionalização da nova organização do Exército constante do Decreto de 25 de maio de 1911.
Foi agraciado com o grau de oficial (1898) e comendador (1908) da Ordem Militar de Avis. Foi condecorado com a medalha de ouro da Medalha de Comportamento Exemplar. onde foi professor provisório da cadeira de Matemática do Liceu Nacional de Angra do Heroísmo em 1897.